# Cantó de Badonviller
El cantó de Badonviller és un cantó francès del departament de Meurthe i Mosel·la, situat al districte de Lunéville. Té 12 municipis i el cap és Badonviller.

## Municipis
- Angomont
- Badonviller
- Bionville
- Bréménil
- Fenneviller
- Neufmaisons
- Neuviller-lès-Badonviller
- Pexonne
- Pierre-Percée
- Raon-lès-Leau
- Sainte-Pôle
- Saint-Maurice-aux-Forges

## Història
| Data d'elecció                           | Identitat      | Partit                                  | Qualitat |
| ---------------------------------------- | -------------- | --------------------------------------- | -------- |
| 1945-1970                                | Émile Fournier | RGR, després divers droite, després UDR |          |
| 1970-1998                                | Bernard Martin | RI, després divers droite               |          |
| 1998-                                    | Bernard Muller | UDF, després MoDem, després UMP         |          |
| les dades anteriors no són pas conegudes |                |                                         |          |
|                                          |                |                                         |          |

## Demografia
| A partir de 1990: Població sense dobles comptes |